# Better Than This (пісня Меріон Райвен)
«Better Than This» (укр. Краще цього) — перший сингл норвезької співачки та автора пісень Меріон Райвен з її останнього альбому «Scandal, Vol. 2». Сингл був випущений через iTunes в Норвегії 16 грудня 2014 року, а у всьому світі 13 лютого 2015 року.
Композиція «Better Than This» була представлена на норвезькому телебаченні через телевізійні шоу, такі як фінал Idol Norge, та на інших радіопрограмах, де виконувалася акустичну версія синглу. Крім цього, частина нового альбому «Scandal, Vol. 2» також включена до міжнародної версії альбому співачки «Songs From a Blacbird», випущеної на рік раніше.

## Музичне відео
22 січня 2015 року музичне відео до пісні було опубліковане на офіційному YouTube каналі співачки. Тимчасово, відео було доступно тільки для норвезької аудиторії. Відео було зрежисоване норвежцем Bjørn Opsahl і показує Меріон на різних етапах її життя. Меріон в дитячі роки зіграли дві актриси: Malene Ravn (Маріон в 3 роки) та Karoline Krøvel Midtbø (Marion в 10 років). Відео викликало деяку плутанину і суперечки серед шанувальників вже неіснуючої групи M2M, так як у відео ми бачимо фіолетовий щоденник, який співачка почала вести з самого початку своєї кар'єри: в щоденнику з'являються цитати і фотографії її самої та Маріт Ларсен, коли вони були дуетом.
13 лютого 2015 року відео «Better Than This» було опубліковано для відтворення через той же канал Marion Raven на VEVO, доступний на міжнародному рівні. Відео надійшло в продаж в iTunes того ж дня.

## Список композицій[3]
1. Better than This (радіо версія) — 3:35
2. Better than This (альбомна версія) — 3:46
3. Better than This (акустична версія) –3:48